# Minova Ekochem
Minova Ekochem S.A. (до 2005 — Fosroc Poland SP.Z.O.O.) — польська фірма, яка почала свою діяльність у 1993 р. у складі компанії Burmah Castrol Chemicals.
Minova Ekochem виробляє матеріали, як відповідають сучасному рівню науково-технічного розвитку, з застосуванням технологій, розроблених у лабораторіях США, Англії та Польщі. Пропонує: капсулі з поліефірних смол, мінеральне і цементоподібне борошно, піна і клейкі засоби для ущільнення і заповнення порожнин, зміцнення кам'яних шарів і вугілля, а також обладнання, необхідне для застосування вказаних матеріалів. Експортує продукцію для будівництва тунелів, на вугільні шахті та рудники, а також іншим споживачам у Європі, у тому числі до Англії, Ірландії, Іспанії, Франції, Німеччини, Швеції, Норвегії, України, Швейцарії, Чехії.